# Giotto di Bondone
Giotto di Bondone, často zvaný jen Giotto (? 1267 Colle di Vespignano u Florencie – 8. ledna 1337 Florencie) byl italský malíř a architekt, který je pokládán za předchůdce renesančního umění.

## Život

### Mládí
Giotto se narodil jako syn chudého zemědělce Bondona a sám v dětství pásl ovce. Jméno, pod kterým je znám, vzniklo patrně zkrácením jména Ambrogio (Ambrogiotto) nebo Angelo (Angelotto).

Giottovým učitelem a ochráncem, který mu zajistil i první zakázky, se stal slavný italský malíř Cimabue. Podle legendy, kterou zachytil životopisec italských renesančních umělců Giorgio Vasari, Cimabue jeho talent objevil, když ho uviděl na pastvě, jak kreslí špičatým kamenem na jiný kámen obraz ovečky.

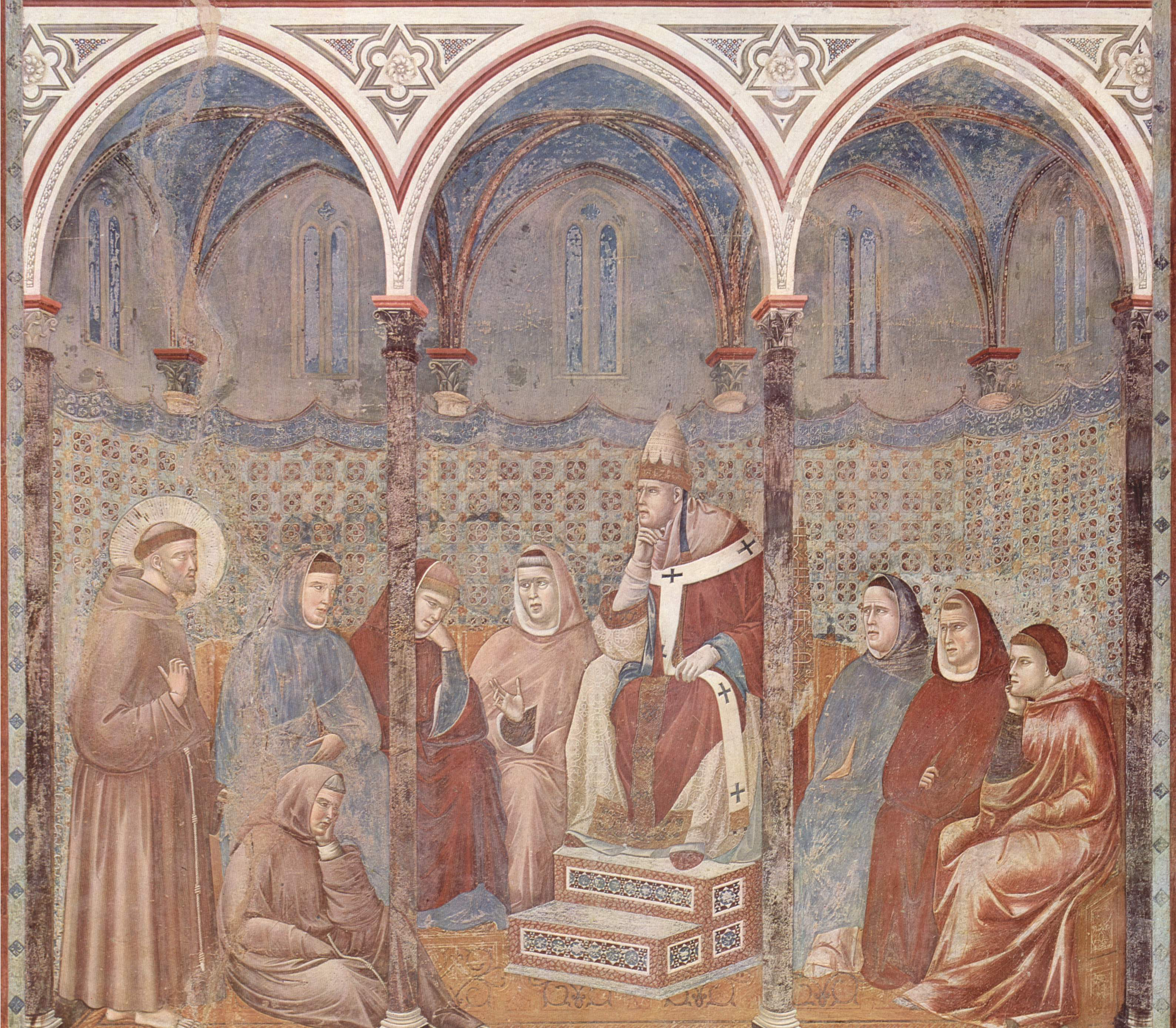
Scéna ze života sv. Františka, horní kostel baziliky sv. Františka, Assisi

Již roku 1290 dostal mladý malíř velkou zakázku v nedávno dostavěné bazilice sv. Františka v Assisi, na jejíž výzdobě pracoval již před tím jako pomocník svého učitele Cimabua. Jeho úkolem se stalo vyzdobit dolní část stěn jednolodního horního kostela. Františkánský konvent si přál, aby zde byly zpodobněny výjevy ze života svatého Františka podle Bonaventurova životopisu. Práce trvaly až do roku 1295 (1296), kdy Giotto dokončil světcův život v pozoruhodném cyklu 28 fresek.
V době vyhlášení jubilejního roku 1300 se vydal Giotto do Říma, aby zde zhlédl dílo významného římského malíře Pietra Cavalliniho. Při této příležitosti ho pověřil papež Bonifác VIII., aby ho namaloval v lateránské bazilice (freska Bonifác VIII. vyhlašuje jubilejní rok).

### Padova
Poté pracoval v letech 1303–1310 v Padově.

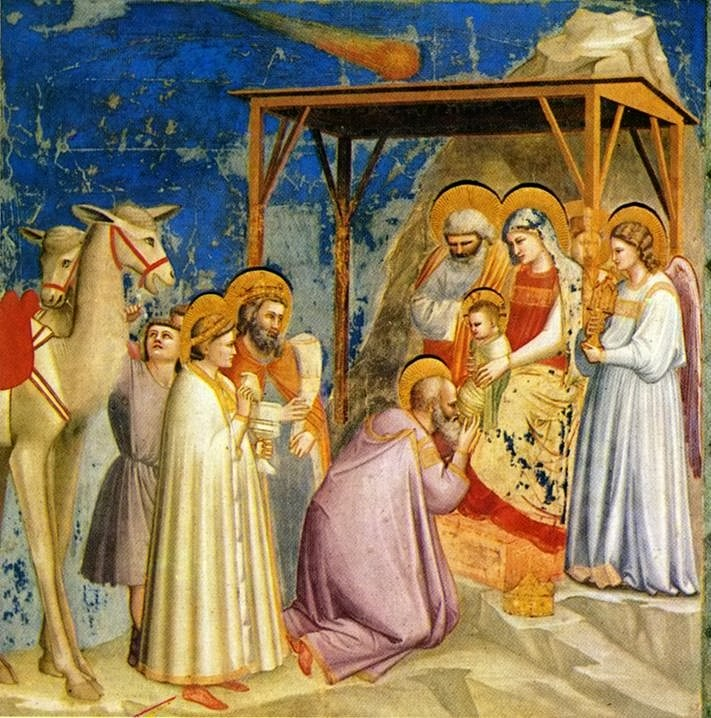
Klanění tří králů, Padova, kaple Scrovegniů

V Padově vzniklo Giottovo snad největší mistrovské dílo. Je jím cyklus fresek v Cappella degli Scrovegni; 38 scén tohoto cyklu zobrazuje na základě kanonických i apokryfních evangelií život Panny Marie a Ježíše Krista a sv. Jáchyma. Dílo bylo dokončeno patrně v roce 1305. Obrazy jsou pozoruhodné téměř naturalistickým zobrazením postav a využíváním perspektivní zkratky. Giotto zde poprvé užívá začlenění postav do uměle vytvořeného architektonického rámce, který později rozvinul např. Masaccio a k dokonalosti dovedl Michelangelo v Sixtinské kapli. Jako první malíř vůbec zobrazuje postavy zezadu a z profilu, což zvyšuje dojem prostoru. Dále zde vytvořil cyklus alegorií neřesti a ctnosti.
Giotto pak postupně pracoval ve Florencii, Neapoli a znovu v Římě (1310), kde se podílel na výzdobě původního chrámu sv. Petra. Z těchto jeho prací se však dochovala pouze dnes již silně restaurovaná mozaika Navicella v dnešním portiku. Po roce 1315 se Giotto vrátil do Florencie, kde vytvořil dva cykly fresek a řadu oltářních obrazů pro kostel Santa Croce. V Santa Croce vyzdobil freskami kaple čtyř rodin (Peruzzi, Bardi, Giugni, Spinelli); kapli Peruzziových vyzdobil výjevy ze života sv. Jana Křtitele a sv. Jana Evangelisty, kapli Bardiových výjevy ze života sv. Františka a čtyřmi františkánskými ctnostmi.
Giotto se stal osobním přítelem Dante Alighieriho, s nímž se zřejmě seznámil v Padově v době, kdy byl Dante již ve vyhnanství. Později vytvořil jeho podobiznu na fresce v kapli paláce podesty (dnes Bargello) ve Florencii. Naopak Dante zmiňuje Giotta ve svém největším díle Božské komedii. Ve svých povídkách zvěčnili Giotta i další renesanční spisovatelé Giovanni Boccaccio a Franco Sacchetti.

### Pozdní léta

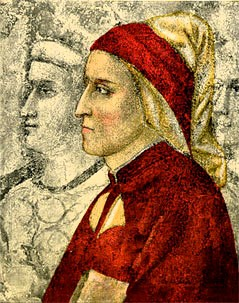
Dante Alighieri

Poslední roky života pak Giotto zasvětil architektuře a sochařství. Roku 1334 byl pozván florentskou městskou radou, aby se ujal městských staveb. Byl jmenován architektem městských hradeb, což v sobě zahrnovalo také dozor při výstavbě florentského dómu. Poté zpracoval projekt na výstavbu zvonice, jejíž základní kámen byl položen již 18. července 1334. Brzy nato byl však odvolán milánským vládcem Viscontim, aby pracoval v Miláně. Roku 1336 se vrátil do Florencie, ale již 8. ledna 1337 zemřel během prací na fresce zobrazující Poslední soud v kapli Bargella. Byl pohřben v rozestavěné katedrále.

## Význam
Giotto se ve své tvorbě vrací k antice – avšak není to návrat ve smyslu napodobování antických vzorů, ale návrat k přirozené prostorové souvislosti, vyvážené kompozici, které na diváka působí svou monumentalitou a nedostižným ideálem v antickém smyslu.
Giottovo dílo bylo i pro jeho současníky téměř šokující věrným napodobením přírody. Giottovým hlavním přínosem malířství je však nový kompoziční postup, jehož užívá. Předvádí na obraze výjev, který se jakoby odehrává před divákem na jevišti a jehož prostřednictvím se obraz, umělec i divák dostávají do vědomého vztahu. Všechny postavy a předměty v obraze mají vztah k celku a v tomto celku mají i svoji určitou funkci, z toho pak vzniká dojem, že vše v obraze je nutně, ne nahodile, a obraz pak působí dojmem umělecké monumentality.
Hlavním nositelem uměleckého výrazu v Giottově díle jsou postavy – titánské typy plné přirozené síly a životního zdraví a spíše drsné než půvabné. Tento rys jeho tvorby se svým způsobem stal vzorem pro většinu renesančních malířů.